# 濱崎步
濱崎步（日语： Hamasaki Ayumi，1978年10月2日—）是一名日本歌手、詞曲作家、模特兒及演員，出生于福岡縣福岡市早良區。
濱崎步自小成長于單親家庭，在14歲時她離開福岡隻身前往東京並投身演藝事業，其後被唱片公司爱贝克思的創辦人松浦勝人發掘，于1998年以單曲《poker face》出道。出道后，濱崎步憑藉時尚百變的形象、多元化的音樂風格與廣泛引起女性共鳴的填詞，以及在各種媒體的大量曝光宣傳，迅速成爲日本樂壇最受歡迎的歌手之一。在其事業巔峰期的1990年代末至2000年代初期間，她的作品曾多次打破日本的唱片銷售記錄，總銷量合計超過5,000萬張，是日本有紀錄以來唱片總銷量最高的個人歌手。同時，她也是史上唯一一位連續三年獲得日本樂壇最高榮譽—日本唱片大奖的女歌手。
在日本，濱崎步被普遍認爲是平成時代的文化象徵（Culture Icon）之一，有著「歌姬」的稱號，亦曾被美國《時代雜誌》譽爲是「日本流行音樂女皇」（Empress of J-Pop）。在大中華與東南亞地區，她亦曾擁有廣泛的影響力與知名度：她的穿著打扮及时尚风格不僅曾影響了一整代的日本年轻女性，同时亦风麾至其他国家和地区。自2000年代後期起，在作品風格改變與樂壇激烈競爭的影響下她的作品數量與銷量逐漸減少，而近年她的事業則以巡迴演唱會為主。

## 生涯與音樂事業

### 1978年-1997年：童年及早期
濱崎步在日本福岡縣福岡市出生，作為獨生女的她從小便由母親和祖母一同撫養長大成人，父親在她年僅三歲時便離開了家庭，因此她對父親的印象始終很模糊。她的母親為了負擔生活支出必須要外出工作，在這樣的家庭環境下，濱崎步童年生活比較自由。為了幫補家計，她自七歲起就已經為福岡當地的銀行擔任模特兒。就讀中學時，濱崎步時常忙於工作而忽略學校課業，低出席率使她因此成為老師眼中的問題學生；既染髮又穿短裙，且經常與暴走族為伍，附近的居民認為她是不良少女，更不准許自己的子女接近她。1993年，濱崎步參加了朝日電視台電視劇《雙胞胎教師》的試鏡，最後獲得一個名為「立花桃」的配角演出機會。於是完成初中學業後她即離開故鄉福岡，孤身遠赴東京進軍演藝圈。
到了東京後，她加入了一家名為「SOS」的藝人事務所，嘗試繼續模特兒的工作。她半工半讀；一邊在堀越高等學校讀書，一邊參與一些劇集和低成本製作的B級片演出，並一度把藝名改成（濱崎來美）。1995年，她被「SOS」放棄，並移籍到唱片公司「Sun Music」。同時，她亦與日本古倫美亞簽約並以「AYUMI」的名義推出了首張單曲及同名迷你專輯《NOTHING FROM NOTHING》。這張由饒舌風格歌曲組成的作品，由於完全缺乏宣傳，單曲銷量位列公信榜第198位，而專輯排於第200位，隨后濱崎步被唱片公司放棄，她又回到B級明星的行列，繼續在劇集中演出。
由於作品不太受歡迎，她很快便感到灰心，並被學校退學，經常於澀谷街頭購物消磨時間和唱卡拉OK。1996年，17歲的她在六本木的迪斯科「Velfarre」跳舞時被唱片公司愛貝克思的音樂製作人松浦勝人發掘，在聽了濱崎步唱卡拉OK的表現后，松浦決定與她簽下一份試音合約。然而在初期，她曾經因為感到歌唱訓練苦悶而想要放棄。之後，她被松浦送到美國紐約培訓，準備再次出道。與此同時，她在松浦的建議下亦開始嘗試為自己的作品作詞。

### 1998年-1999年：事业起步
1998年，濱崎步在完成約一年的培訓後，在4月8日發行了在愛貝克思旗下的出道單曲《poker face》。在錄製這張單曲前之前她回到了福岡，向當時重病住院中的祖母道別，準備前往東京錄製唱片；然而等不及單曲發行，她的祖母便已離世。《poker face》在公信榜上取得了第20位的成績，而之後的幾個月她在唱片公司籌劃下開始密集地發行單曲，到了第三張單曲《Trust》成功登上了公信榜第9位，這也是她首張進入公信榜前10位的單曲。同時，她在各種媒體上的曝光率亦不斷增加。
1999年元旦，濱崎步發行了首張原創專輯《A Song for ××》。此張以「低調與孤獨」為主題的專輯，收錄的歌曲風格以流行摇滚為主；而歌詞則描寫了她對孤獨與女性獨立心理的看法。作為這張專輯宣傳計劃的一部分，發賣前4日濱崎步首次主持了深夜電臺節目《All Night Japan》，並由音樂製作人秋元康以「濱崎步不是傻瓜」為題拍攝了電視廣告宣傳。在節目播出時，播放了事前準備的街頭訪問片段，内容大多為受訪者對她的負面評價；而她在節目中與這些批評她的聽衆交談並分享了自己的經歷，引起了衆多回響。以此為契機她開始吸引了廣泛注意，而這張專輯在公信榜最後共獲得五週冠軍，銷量超過145萬張，同時打破新人女歌手19年來的紀錄，也讓濱崎步獲得了第13屆日本金唱片大奖的最佳新人獎。與此同時，她前衛時髦的打扮亦深受女子高中生與青少年歡迎，形成了社會現象，更被媒體稱為「女高中生流行教主」。
同年7月，濱崎步發行了第9張單曲《Boys & Girls》。在這張單曲發售時，當時日本樂壇上的另一新人—由小室哲哉擔任製作人的鈴木亞美也同時推出了單曲《Be Together》，兩張單曲的銷量競爭成為了日本樂壇的熱門話題，後來此單曲的銷量亦首次突破100萬張，更成為她的其中一張單曲代表作。而從此張單曲起，作為單曲發行方式的實驗，濱崎步在往後的每張單曲中都加入了大量混音歌曲，一直持續至2002年的單曲《Daybreak》為止。緊接著於8月推出的第10張單曲《A》銷量超過了163萬張，也是濱崎步迄今為止销售量最高的单曲作品。
11月，濱崎步發行了第二張原創專輯《LOVEppears》，收錄了她在本年發行的7張單曲。在這張專輯中她開始嘗試多元化的歌曲風格，編曲上采用了迷幻音樂、歐陸舞曲、弦樂等元素，而這種風格亦在她日後發行的專輯中得以一直延續。在歌詞內容方面，雖然此張專輯仍然采用「孤獨」為主題，但描寫角度則從前張專輯的第一人称風格變為第三人称風格。同時，在該專輯的兩版本封面上濱崎步采用了黑白兩色的半裸造型，挑戰尺度的設計在當時引起了爭議，更引起了當時辣妹的模仿熱潮。最後此專輯的銷量超過256萬張，而唱片銷量的屢創佳績，也使濱崎步迅速攀上樂壇天后的地位。本年除夕，濱崎步首次出席紅白歌唱大賽，並演唱《Boys & Girls》。

### 2000年-2002年：邁向巔峰

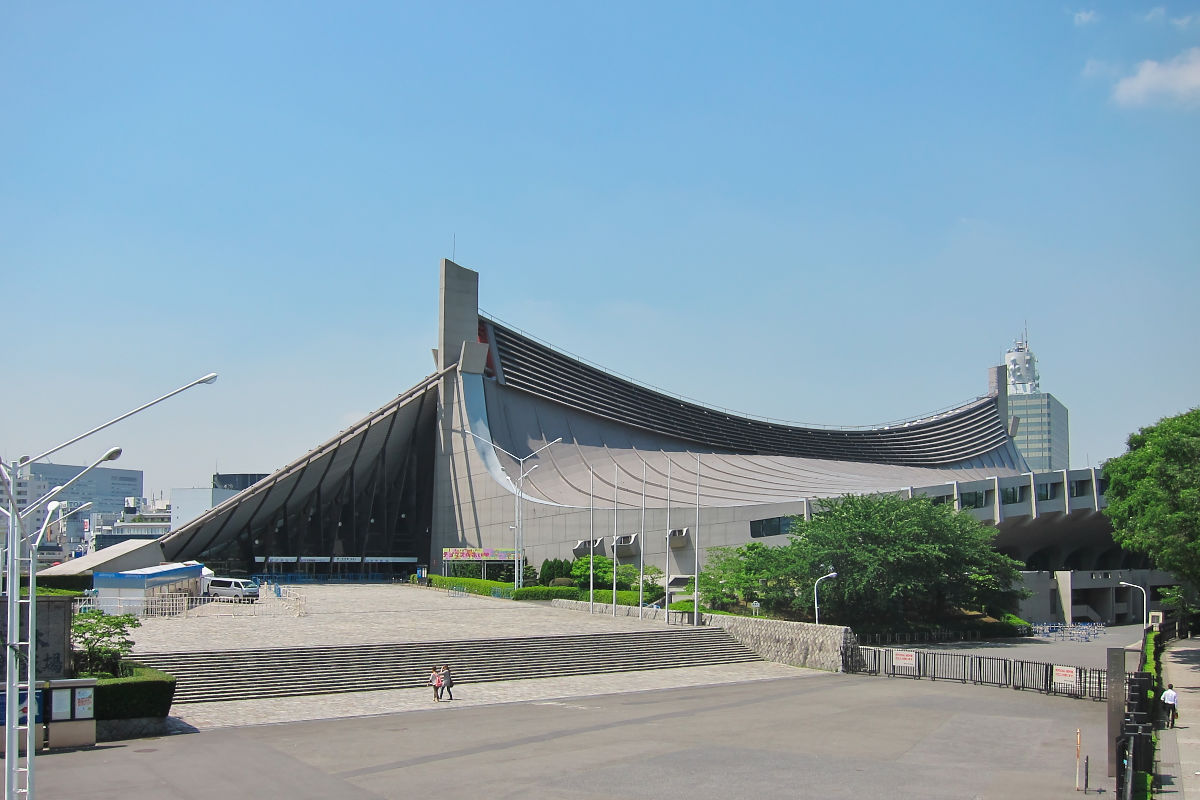
東京国立代代木竞技场。濱崎步自2000年開始幾乎每年除夕都會在此舉辦跨年演唱會。

來到2000年，22歲的濱崎步在一年内發行了七張單曲與六張專輯，無論唱片銷量還是事業發展都達到了巔峰水平。從4月至6月，濱崎步連續發行了三張單曲《vogue》、《Far away》和《SEASONS》，此三張單曲的創作主題都圍繞著失望，而且也是她對之前作品的歌詞不盡其意，對自己的形象不滿的反映，被媒體稱為「絕望三部曲」；而其中《SEASONS》更成為她第三張百萬單曲 。然後在同年9月，她再于同一週內發行了單曲《SURREAL》，專輯《Duty》及演唱會DVD《Ayumi hamasaki concert tour 2000 A 第1幕》，三項作品都獲得了銷量冠軍，也使濱崎步成為了日本首位同時達成三項公信榜冠軍的歌手。她的第三張原創專輯《Duty》是一張以「孤獨、混亂、罪責」為主題的作品，曲目多以搖滾樂為主，而歌曲風格與上張專輯相比則顯得深沉，也僅包括了1首舞曲作品《AUDIENCE》。雖然她曾在完成創作後表示對作品的風格感到「不舒服」和「緊張」，但這張專輯卻是她迄今為止最暢銷的一張原創專輯，銷量約300萬張。同年除夕，她在東京國立代代木競技場舉辦了首場跨年演唱會。
踏入新世紀的2001年，愛貝克思為了對抗競爭對手東芝EMI的主力歌手宇多田光，故意在宇多田光新專輯《Distance》發售的同一天發行了濱崎步的首張精選專輯《A BEST》。當時，她為了表示對公司營銷手段的不滿，選用了一張自己流淚的相片作為專輯封面。雖然如此，但此張專輯在商業上卻取得了巨大的成功，總共逾431萬張的銷量紀錄使《A BEST》成為日本史上銷量第六高的專輯。台灣《自由時報》的評論認為，這張專輯收錄的曲目如《Who...》、《SURREAL》等，在填詞上使用了間接抒情的方法，歌詞主題中都貫穿著對生命與命運的悲傷與不確定感；與過往其他抒情於景的歌曲相比，使得濱崎步的歌曲有一種直接的感染力，「這樣的歌詞由二十三歲的濱崎步唱出來，讓人感到無比地心痛」。
同年9月發售的第24張單曲《Dearest》，作為動畫《犬夜叉》的片尾曲，隨著動畫在中國大陸的熱潮而廣為大陸民衆認知，也是濱崎步在中國大陸最普及的其中一首作品。此曲亦讓她在第43屆日本唱片大獎首次奪得金賞。與此同時濱崎步亦開始在海外嶄露頭角，在摩納哥舉辦的世界音樂大獎中，獲得了「亞洲最佳銷售藝人」獎。同年美國發生911恐怖攻擊事件，濱崎步作為愛貝克思慈善籌款計劃的一員，在11月推出了單曲《a song is born》（與globe樂團主唱KEIKO合唱）。在這一年濱崎步共發行了五張單曲與五張專輯，成為了日本史上首位連續兩年唱片總銷售額突破200億日圓的歌手，個人銷售額占據了日本音樂市場全年銷售額的16%。
到了2002年，濱崎步的作品銷量仍然處於高峰。在元旦發行的第四張專輯《I am...》中，濱崎步擺脫了過往作品的陰影，轉向以「愛與和平」為主題。歌曲風格方面，此專輯中除了《connected》與《a song is born》兩首歌曲以外，所有曲目都由她以「CREA」的名義包辦作曲，而藍調、歐陸節拍、搖滾及電子風格的作品增多，是一張集結了輕快歌曲的專輯。此專輯最後獲得逾230萬張的銷量，成為當年專輯銷量榜的第二位，更被国际唱片业协会認證獲「3白金+1金」銷量，使她成為日本首位獲得此認證的女歌手。而這張專輯的成功也使她在後續的專輯增加了搖滾歌曲及快節奏舞曲歌數量，繼續嘗試其他不同的音樂風格。在同年年底發行的第五張原創專輯《RAINBOW》，濱崎步再為自己的歌曲加入新元素。專輯中歌曲風格迥異：既有一貫的搖滾作品、Trip hop作品，也有快板、哥德搖滾式作品。另外她還在此張專輯中加入諸如福音唱詩及叫喊等新式的混音技巧。歌詞方面，此專輯以「自由」，「悲情之夏」等為作品主題，她更首次在歌曲中加入英語歌詞，並首次讓歌迷參與歌曲《RAINBOW》的作詞，完成作曲後的歌曲收錄在翌年春天發行的《A BALLADS》專輯中。在銷量方面，這張專輯比前一張有所減少，是濱崎步首張無法突破200萬張銷量的原創專輯。
在日本國内及海外，濱崎步也繼續拓展著她的歌唱事業。她的首部短篇音樂電影《沉月》限定公開上映10天的門票，推出後立即售罊；而于3月，她更登上了時代雜誌亞洲版封面，是繼吉田美和后第二位日本籍歌手登上封面。而同時，她亦在於新加坡舉行的「MTV亚洲大奖」中獲得「亞洲最具影响力艺人」獎。同年9月至10月，她與五輪真弓，酒井法子被選出為日本女歌手代表，參加了分別于北京工人體育場和東京NHK音樂廳舉行的中日建交30週年紀念演唱會，與代表中國的王菲及李玟等歌手同台演出。11月，她以「Ayu」的名義在德國發行了首張歐洲單曲《Connected》，由唱片騎師费里·科斯腾協助制作。而在日本國内，她于年底舉行的第44回日本唱片大賞憑單曲《Voyage》再次奪得金賞。但隨著人氣上升，負面消息亦接踵而至，同年發生的「疑似失言事件」使她一度廣受日本社會輿論批評。

### 2003年-2006年：多元嘗試
2003年，受到SARS疫情與日本唱片業不景氣的影響，濱崎步全年僅發行了三張單曲和兩張專輯，而她的唱片銷量亦開始放緩。她在此年3月發行了首張抒情精選專輯《A BALLADS》，但專輯内僅收入了兩首新作品，並延用一部分曾出現於之前的精選輯《A BEST》中的曲目。在單曲方面，除了於7月推出的單曲《&》銷量達59萬張外，餘下兩張單曲的銷量都比往年減少。另一方面，在年底推出的首張迷你專輯《Memorial address》則取得逾106萬銷量，使濱崎步成為日本第一個以迷你專輯突破100萬銷量的女歌手。此外，本張迷你專輯也開始了她往後單曲和專輯以「CD+DVD」發行的形式。她亦再次于第45回日本唱片大賞憑單曲《No way to say》奪得金賞，是日本唱片大賞唯一一位連續3年得獎的個人歌手。同時，她連續第四年在BEST HITS歌谣祭的流行乐部门奪得大奖，是也是該獎直至2012停辦為止，唯一一位連續4年得獎的歌手。
到了2004年，濱崎步推出了《Moments》，《CAROLS》兩張單曲，平均銷量維持在約30萬張左右。而於2003年的巡迴演唱會結束後，她開始對所屬唱片公司愛貝克思產生了不滿的想法。她曾表示覺得當時的愛貝克思只把她當作一件商品，而不是一個藝人。這種想法從製作前兩張原創專輯時便一直存在，亦體現在2004年底推出的第六張原創專輯《MY STORY》中。這張專輯並沒有如之前的專輯般具有統一的主題；而是由不同的回憶式作品組成，以示濱崎步希望完全採用自己的思想來創作新作品。後來她亦表示這張專輯是第一張自己滿意的專輯，而銷量也再度突破100萬張。但與此同時，她與愛貝克思之間的分歧並沒有因此而消弭，更在同年8月的管理層内訌事件中表面化，而她的表態最後成為了事件的轉捩點。此次事件亦使濱崎步在年末宣佈辭退當年的日本唱片大獎，並表明不再領取歌唱方面的獎項。
2005年，在日本樂壇眾多新人出道的激烈競爭下，濱崎步的唱片銷量繼續呈下跌趨勢。年初濱崎步被邀請出席于日本愛知縣舉行的萬國博覽會開幕儀式，並於日本天皇明仁等世界各國貴賓前獻唱《a song is born》一曲，然後她于3月底發行了首張古典混音專輯《古典私物語》，最終銷量約為8萬餘張。在這一年濱崎步總共發行了4張單曲，其中在8月發行的第36張單曲《fairyland》，是濱崎步首次以不同封面來區別唱片類型的作品。這張單曲的音樂錄影帶遠赴美國夏威夷拍攝，耗資超過200萬美金，是日本史上最昂貴的音樂錄影帶作品，也是世界史上成本最昂貴的音樂錄影帶之一，而其餘兩張單曲（《STEP you/is this LOVE?》，《HEAVEN》）也保持著約30萬張的銷量。到了年底，第38張單曲《Bold & Delicious/Pride》作為實驗性的作品，首次嘗試了由德國樂團糖果盒子主音GEO所提供的靈魂樂曲調 ，與以往作品大相徑庭的風格令樂迷對此張單曲評價兩極分化，加上是先行單曲的關係，使此單曲在銷量上跌至出道以來的低點，僅賣出13萬張。
在2006年，濱崎步繼續嘗試了多元化的歌曲風格，由年初的西洋樂風，到年中回復到日本流行樂風格，再到年底的專輯嘗試搖滾樂風格。於元旦發行的第七張專輯《(miss)understood》，收錄了上一年發行的所有單曲，還包含了多首西洋風格濃厚的抒情、藍調、放克风格的歌曲。在各方評價不一的情況下，累積銷量僅達到約87萬張，成為濱崎步首張未能突破100萬張銷量的原創專輯。與此同時，她也以這張專輯為主題，在3月至6月期間開始了新的巡迴演唱會《Ayumi hamasaki ARENA TOUR 2006 A ～(miss)understood～》。其後於3月初發行的第39張單曲《Startin'/Born To Be...》再次獲得銷量冠軍，使濱崎步以26張的紀錄超越了松田聖子成為日本史上擁有最多冠軍單曲的女歌手。而6月發行的第40張單曲《BLUE BIRD》亦使濱崎步成為日本史上首位單曲銷量逾2千萬的女歌手。年底發行的第8張原創專輯《Secret》，是一張以「愛與恨」為主題的作品。在這張專輯中濱崎步加入了以日本搖滾樂风格創作的新曲，也使用了新的歌唱技巧。但銷量仍繼續下跌，總銷量累積約66多萬張。

### 2007年-2008年：海外發展
2007年起，濱崎步開始將她的音樂事業擴展到日本以外的亞洲地區。本年2月她發行了第二張精選專輯《A BEST 2》。這張專輯的封面在設計上採用黑白兩色主題，黑色版本所收錄的曲目主題以「悲傷、自省」為主；而白色版本所收錄的曲目則以「歡愉、緬懷」為主題。兩張專輯合共售出近140萬張，雙雙打進該年專輯銷量排行榜的前十名 ，亦讓濱崎步成為史上第二位獨佔公信榜排名首兩位的歌手，打破了演歌歌手藤圭子（宇多田光之母）保持了36年半的記錄。
緊接著於3月至6月期間，濱崎步舉行了首次亞洲巡迴演唱會，海外場次於台北，香港，上海舉行。台北場的一萬張門票在兩小時內全部售罄，刷新了台北小巨蛋的售票紀錄；而香港場的門票亦在三小時內全部銷售一空。同年4月，適逢中國總理温家寶訪日，中國中央電視臺以「幫助中國公眾更加全面、理性的認識日本」為題，於新闻杂志節目《東方時空》內製作了「岩松看日本」新聞專題，並邀請濱崎步接受訪問。
在同年7月發行的第41張單曲《glitter/fated》中，濱崎步延續了巡迴演唱會的亞洲主題，該單曲内收錄的短篇音樂電影《距愛 ～Distance Love～》于香港拍攝，同時以香港演員余文樂作為影片的男主角。此張單曲令濱崎步成為連續9年獲得單曲銷量第1位的女歌手，與中森明菜並列史上第一。年底，她發行了首張數位單曲《Together When...》。雖然隨著日本唱片業持續萎縮，本年濱崎步的唱片銷量繼續下降，但她仍憑著發行大量作品而以總額近70億日元的銷售額成為2007年間唱片總銷售額亞軍。

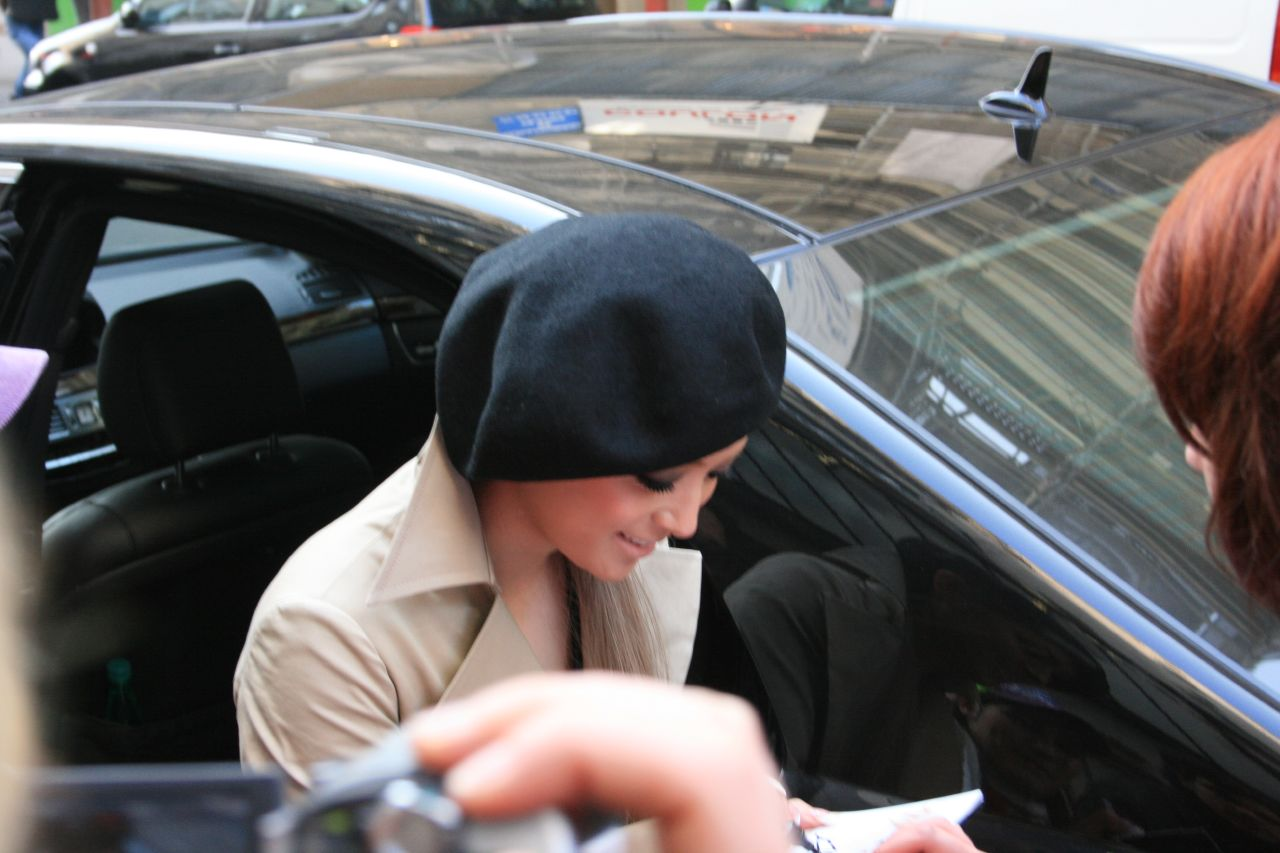
濱崎步於法國巴黎拍攝單曲《Mirrorcle World》的音樂錄影帶

2008年為濱崎步出道第十年，在元旦她發行了第九張專輯《GUILTY》。濱崎步曾表示這張專輯以「故事」為主題，與以往的專輯以自己的思想為主的風格不同。專輯中收錄的歌詞內容主要以自省為主，同時帶有濃厚的搖滾樂色彩，也有一些舞曲與抒情曲。此專輯雙周銷量排行第二，中斷了濱崎步從出道起連續八張原創專輯銷量冠軍的紀錄，但其中一首收錄曲《My All》因被网络游戏劲舞团采用，伴隨著游戏在中國大陸爆發性的流行，使此曲成爲濱崎步在中國大陸地區的另外一首代表作。同年的兩張混音專輯《ayu-mi-x 6 -GOLD-》、《ayu-mi-x 6 -SILVER-》，邀請了荷蘭唱片騎師阿曼·凡·布倫協助制作，以增加自己在全球市場的知名度。
4月發行的第43張單曲《Mirrorcle World》為濱崎步首張出道十周年紀念作品，此單曲使她成為唯一一位連續10年獲得冠軍單曲的女歌手，同時亦使自己締造的冠軍單曲紀錄達到30張。其後她隨即開始了第二次亞洲巡迴演唱會，包括了在日本國内的17場次與海外3場（香港、上海、台北）。同年9月，濱崎步發行了十週年紀念專輯《A COMPLETE ～ALL SINGLES～》，收錄了從1998年至2008年發行的43張單曲，亞洲版則特別收錄單曲〈Who... (Chinese version)〉，也是她首次在專輯收錄中文歌曲。此專輯在日本國内銷量最終超過85萬張。
另一方面，同年濱崎步的健康情況再度出現問題。事緣在2007年底，濱崎步在各大節目以及跨年演唱會部分出現偶爾失準的情況，使歌迷開始對濱崎步的狀況表示揣測。於歌迷仍然議論紛紛時，於2008年1月初，她卻突然在自己的歌迷會網站宣佈由於從2000年開始的耳疾惡化，自己已被診斷證實左耳完全失聰。在該項宣佈中她提到雖然獲悉沒有治癒的方法，但仍樂觀地表示：
|                                                              | 盡管如此，我仍然希望可以繼續我的歌唱事業。所以我會用剩下的右耳一直唱下去，直到它到達極限為止。 我不會放棄，也不會找任何藉口。作為專業歌手，一定會繼續為大家帶來最好的歌曲。 |
| ——節錄于濱崎步本人于官方會員制歌迷網站上的發言，2008年1月4日 | |

### 2009年-2013年：轉型及婚姻
2009年起，濱崎步開始嘗試大幅度的改變音樂風格，她的專輯音樂風格變得更爲多元化。3月，濱崎步發行第十張原創專輯《NEXT LEVEL》，以電子舞曲作為大部分歌曲的主要曲風，並運用許多創新混音技巧，將電音、嘻哈等元素融入她原本的日本流行音樂風格。這張專輯額外發行了USB闪存盘版本，是日本國内主流歌手的首次嘗試。2010年4月發行的第十一張原創專輯《Rock'n'Roll Circus》，則糅雜日本流行音樂、搖滾、抒情與試驗性的歌德搖滾風格。這兩張專輯的銷售，分別令她成為首位自出道起連續11年都獲得冠軍專輯的歌手、20年内首位獲得10張冠軍專輯的女性歌手。但即便如此，濱崎步作品的銷量仍開始顯現疲態，節節下降。
2010年後半，為了企劃出道第50張單曲，濱崎步接連在7月到9月間發行了三張單曲：《MOON/blossom》、《crossroad》和《L》。其中，第49張單曲《crossroad》是她首張由小室哲哉負責作曲的作品，而第50張單曲《L》打破了松田聖子的單曲連續首周冠軍紀錄。而在12月，在所有巡迴演唱會告一段落以後，她推出了第十二張原創專輯《Love songs》。這張專輯的大部分曲目再由小室哲哉負責創作，采用了典型的J-POP和抒情風格；同時也再次延續了她連續13年獲得冠軍專輯的記錄。翌年元旦，她宣佈與在單曲《Virgin Road》音樂錄影帶中飾演其夫的奧地利演員曼纽尔·施瓦茨結婚。

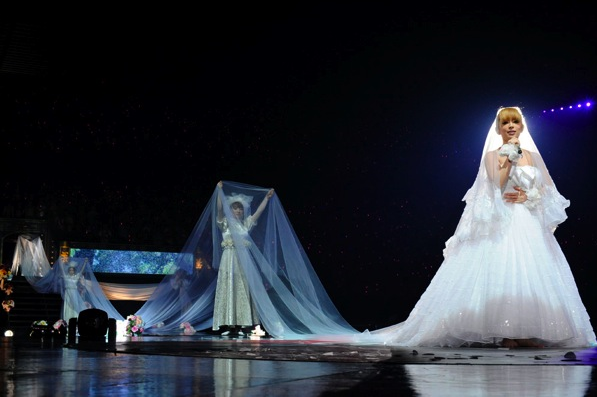
濱崎步在2010年七日演唱會中身著長達50米的婚紗演唱歌曲《Virgin Road》。其後她于2011年元旦宣佈結婚。

從2010年度開始，濱崎步擴大了演唱會的規模，共計41場的巡迴演唱會以及加開的七日演唱會成功動員40萬人次。而在傳統的唱片銷售方式外，她也開始活躍于各種網路平臺宣傳。年初在她在YouTube成立了官方頻道「ayumi hamasaki Official Channel」；而在專輯《Rock'n'Roll Circus》發行期間，她亦在MySpace及Ustream上開始進行宣傳 。在2010年舉辦的體育館巡迴則製作成了3D電影於日本、香港等地的電影院上映，年底的跨年演唱會在Ustream上以付費收看的方式現場轉播。其個人又於4月在微網誌推特上設立了帳戶與歌迷互動，累積超過了130萬的跟隨者。
踏入2011年，于3月發生的东日本大震灾使濱崎步改變了本年的演唱會行程與計劃，原先預定的巡迴演唱會主題《HOTEL Love Songs》被移至跨年演唱會以及次年的巡迴演唱會，而新主題則定為「替災民打氣」的《POWER of MUSIC》，舞台和服裝均以簡约為主。本年3月份的作品發行計畫亦全部被延後到4月。同時在此次大地震後，有關她捐款以及演唱會行程的流言在中國大陸、台灣、香港等地的媒體上浮現，但這些風波並沒有影響她對賑災活動的付出，她與新加坡攝影師紀嘉良合作拍攝了《LOVE & HOPE》慈善寫真集的活動，與雜誌《Vivi》合辦的義賣T-shirt活動最終也捐出了大額善款。濱崎步本年度沒有發行任何新單曲作品，僅有下半年度發行一張不收錄單曲的迷你專輯《FIVE》、跨年演唱會以及過去幾年度巡迴演唱會的藍光版本。2011年底，濱崎步參加了第十三次紅白歌唱大賽以及個人跨年演唱會，同時準備影像作品集《A CLIP BOX 1998-2011》的發行。而她的首個演唱會專門主題曲《Happening Here》（翻唱自TRF）也在12月底于線上發行。
2012年，濱崎步在她第一段婚姻結束不久後發行了第十三張原創專輯《Party Queen》。在這張专辑的封面濱崎步采用了跟以往大相徑庭的性感風格，引起了媒體與歌迷争议。本作的歌曲風格也有較大轉變，大量采用她過去未有的音樂元素，如爵士樂與大量說唱，而其以往最擅長的J-POP風格減至僅有收尾的一首抒情歌《how beautiful you are》。同年8月，她發行了另外一張夏日精選專輯《A SUMMER BEST》，而這張精選的累積銷量使她的音樂作品在公信榜的總銷量超過5000萬，成為日本個人歌手的最高紀錄。
在2012的下半年，濱崎步為了慶祝出道15週年，決定了五張作品連發的企劃，她在11月起連續五個月的8日都發行了一張新作品：首先是在11月和12月連續發行了兩張迷你專輯《LOVE》和《again》；在翌年1月，她發行了第二張古典混音專輯《A Classical》；2月則是發行了第十四張原創專輯《LOVE again》，最後是在3月發行的演唱會DVD/BD《ayumi hamasaki ARENA TOUR 2012 A ～HOTEL Love songs～》。其中原創專輯《LOVE again》儘管再度在首週登上了公信榜第一名，卻是她出道后首張未獲得超過10萬銷量的原創專輯。同時，作為出道15週年的企劃一環，此年濱崎步一共舉辦了共28場的巡迴演唱會《ayumi hamasaki 15th Anniversary TOUR ～A BEST LIVE～》。2013年年末，她時隔三年發行了第51张单曲《Feel the love/Merry-go-round》，與小室哲哉、m-flo、DJ Hello Kitty合作的這張單曲使用了大量的饒舌與流行舞曲元素。

### 2014年-2016年：跨國合作
2014年初，濱崎步以數位方式發行了兩首單曲，分別是手塚治虫電影《佛陀2：無盡的旅程》的主題曲《Pray》與日劇《續‧倒數第二次戀愛》的片頭曲《Hello new me》。這兩首歌曲都采用了典型的抒情歌曲風格，而《Hello new me》更是首次登上了日本iTunes排行榜的第二名。同時，為了逃避日本媒體對她的報道與批評，她也將生活與工作重心移至美國洛杉磯，減少了日本國內演唱會的場次，並開始與活躍與歐美樂壇的音樂人合作，諸如曾經參與女神卡卡音樂製作的RedOne、節奏藍調唱片製作人罗德尼·杰金等，完成了充滿電子舞曲風格的第十五張原創專輯《Colours》的製作。然而，新曲風的嘗試並沒有收到很好的成效，《Colours》在7月發行後累積銷量約五萬餘張，在公信榜中首周銷量排行第5，是她出道后首張沒有獲得公信榜排行前3名的專輯。9月，濱崎步參與了在新加坡滨海湾金沙酒店舉行的「a-nation夏日聯合國」首次海外公演，這也是她自2002年後再度回到新加坡進行演出。
同年12月，濱崎步參與了向同期歌手宇多田光致敬的專輯《宇多田光的歌 -13组音乐家、13种演绎法-》，翻唱曲目《Movin' on without you》亦獲得好評 。
其後她于聖誕前夕步發行了由小室哲哉製作的第53張單曲《Zutto... / Last minute / Walk》，在曲風上也回歸了到出道初期的抒情和流行搖滾風格 。而在除夕舉行的NHK紅白歌合戰，自1999年開始連續15年參與的濱崎步首次缺席，對此她表示希望放下這個重擔，并把事業焦點再次轉移到亞洲地區。

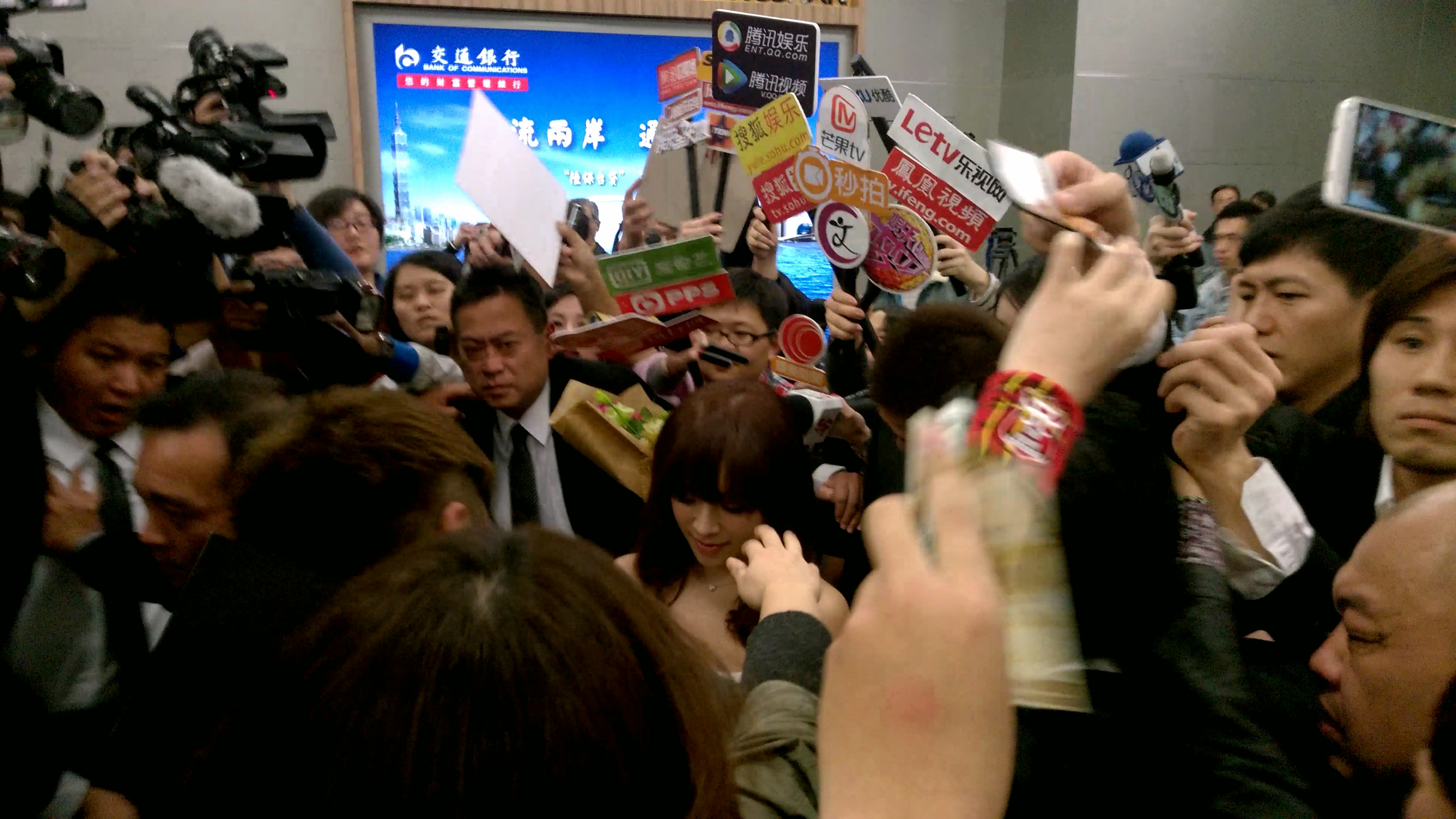
2015年2月，濱崎步（圖中）抵達台北松山機場後在入境大廳引起新聞媒體與歌迷的追逐。

2015年開始，濱崎步再次將工作重心搬回亞洲。2月，濱崎步在推特上表示她透過共同的友人認識了活躍於華語歌壇的新加坡歌手林俊傑，並期待與他合作。其後她于同月15日時隔七年再度來到台灣，並在林俊傑演唱會上與其一同演唱《SEASONS》，同時也宣布由林俊傑作曲的新曲《The GIFT》已完成，並將收錄於4月8日發行的第十六張原創專輯《A ONE》中，這也是濱崎步首次與華語歌手合作。在《A ONE》發行後，濱崎步又於8月發行了第5張迷你專輯《sixxxxxx》，當中亦收錄了一首與台灣男子偶像團體SpeXial合作演唱的歌曲《Sayonara feat. SpeXial》。這一年，除了常規的巡回演唱會《ayumi hamasaki ARENA TOUR 2015 A Cirque de Minuit
～真夜中のサーカス（深夜中的馬戲團）～》，還在下半年以Zepp音樂廳為中心，舉辦了時隔12年的粉絲俱樂部Team Ayu限定巡回演唱會《TA LIMITED LIVE TOUR》。
2016年初，在《A BEST》發行的十五年後，濱崎步決定推出母帶重製的《A BEST -15th Anniversary Edition-》，並且將發售日訂於與十五年前《A BEST》發售日期相同的3月28日，隨后她並宣布展開新一年的巡迴演唱會《ayumi hamasaki ARENA TOUR 2016 A ～MADE IN JAPAN～》。6月，她發布第十七張原創專輯《M(A)DE IN JAPAN》。這張專輯中她再度采用了多種風格，除了傳統的J-POP與吉他独奏曲風以外，還包含了一些利用傳統日本樂器（如三味綫）與電子舞曲風格創作的歌曲。《日本时报》的樂評人帕特里克·圣米歇尔（Patrick St. Michel）認為，這張專輯是她近年來最好的作品之一。

### 2017年-2019年：出道20周年
自2017年起，濱崎步發行新作品的頻度大幅減少，她的歌唱事業也轉向以演唱會和現場表演為主。在這一年濱崎步並無任何實體作品發行，整年僅有在9月推出的一首演唱會現場限定數位單曲《WORDS》，連續17年的跨年演唱會，也在此年因國立代代木競技場的耐震改修工程而中斷。另一方面，例年的巡迴演唱會則繼續舉辦，從5月開始，以迎接20周年為主題的《ayumi hamasaki 『Just the beginning -20- TOUR 2017』》正式展開，共分為三個章節，並持續到隔年2月，總計60場，成為濱崎步截至目前場次最多的巡迴演唱會，而9月至2月的場次均在可容納2000至5000人的會堂級數場地舉行，亦是濱崎步的首次會堂級巡演。
2018年，濱崎步於2月完成60場的巡演之後，隨即便於4月開始新一輪的巡迴演唱會《ayumi hamasaki ARENA TOUR 2018 ～POWER of MUSIC 20th Anniversary～》作為慶祝出道20周年的序幕。在4月8日出道20周年紀念日的場次上，濱崎步引用了其歌曲《NEXT LEVEL》的歌詞表示：
|  | 「這是大家給我的20年。由今日開始的新一年，希望與大家一起以一樣的速度，觀看同一片風景，繼續前進」 |

8月15日，在相隔兩年兩個月之後她發行了第6張迷你專輯《TROUBLE》，並從10月中旬展開以此專輯為主題的會堂級巡迴演唱會《ayumi hamasaki LIVE TOUR ｰTROUBLEｰ 2018ｰ2019》，而在前一年曾一度中斷了的跨年演唱會亦於今年轉到東京國際論壇再次舉辦。
2019年，濱崎步在出道21周年前夕的4月6至7日舉行了紀念演唱會《ayumi hamasaki 21st anniversary -POWER of A^3-》，作為她在平成時代的最後一次演出。而隨著日本的新元號令和於5月1日啟用，濱崎步亦展開了新一輪巡迴演唱會《ayumi hamasaki TROUBLE TOUR 2019-2020 A -misunderstoodｰ》。同年8月，由作家小松成美執筆，以濱崎步出道前後的事業和恋愛經歷為背景而創作的半自傳小説《M 我珍愛的人》發售。該書中描寫了濱崎步從1990年代末期到2000年代期間成長為風靡日本巨星的歷史，另外也描寫了濱崎步與提拔她出道的愛貝克思社長松浦勝人兩人之間的關係。該書在日本評價兩極，但仍然賣出約16萬冊，並獲得了ORICON年度小説銷量排行榜的第7名。另外在9月，為了紀念專輯和單曲作品《LOVEppears》與《appears》發行二十周年，宣佈推出母帶重製的《LOVEppears / appears -20th Anniversary Edition-》，並且將發售日訂於與二十年前相同的11月10日。在同年大除夕，她時隔三年重返國立代代木競技場第一體育館，舉辦了跨年演唱會《ayumi hamasaki COUNTDOWN LIVE 2019-2020 ～Promised Land～ A》。

### 2020年至今：疫情時代及出道25周年
踏入2020年，由於受到新冠肺炎疫情和日本政府宣告緊急狀態的影響，原本於2月下旬開始的新一輪巡迴演唱會《ayumi hamasaki TROUBLE TOUR 2020 A ～最後的TROUBLE～》在埼玉縣舉行首兩場演出后，餘下場次全部被迫中止。同年4月，從小説《M 我珍愛的人》改編而成的電視劇于朝日電視臺播出，由同公司的後輩安齊歌戀、三浦翔平與田中美奈实主演。此劇在SNS上引起關注，並連帶使她的專輯銷量回升，精選專輯《A COMPLETE ～ALL SINGLES～》在上半年的ORICON數位專輯排行榜位列第5名。7月，濱崎步推出了時隔兩年的兩首新單曲作品《奧希亞之樹》與《Dreamed a Dream》。其中《奧希亞之樹》為她出道以來第一首以日語命名的原創歌曲，而《Dreamed a Dream》則是她睽違已久再度與小室哲哉合作的作品。而每年除夕例行的跨年演唱會，則因爲有參演成員感染2019冠狀病毒病，連帶濱崎步被認定為濃厚接觸者，最後被迫取消。

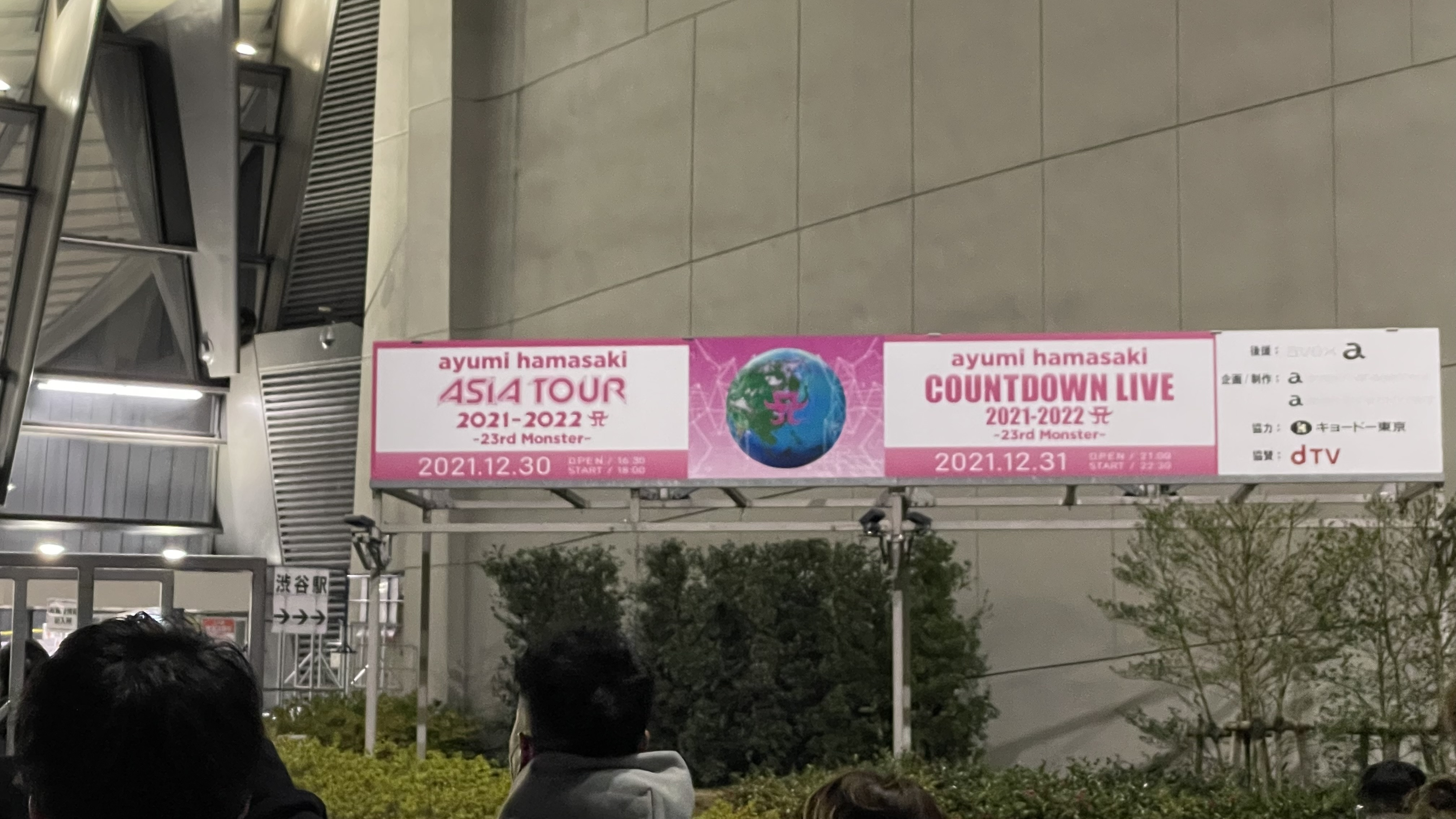
2021年除夕，濱崎步在国立代代木竞技场舉行了亞洲巡迴演唱會。她原本計劃在翌年開始海外場次，但最後卻因COVID-19疫情而被迫延期到2024年。

2021年元旦，濱崎步宣佈將于年内推出第二張抒情精選專輯《A BALLADS 2》,當初定于3月12日發售，后因為專輯製作過程中出現部分延誤，最後延期至出道紀念日的4月8日發售。同年10月她開始了第三次亞洲巡迴演唱會《ayumi hamasaki ASIA TOUR 2021-2022 A ～23rd Monster～》。2022年4月，她推出了2張新單曲《Nonfiction》與《Summer Again》；而亞洲巡迴演唱會的海外場次則因爲各國的防疫政策與審批問題，最後在日本國内的場次結束后被迫宣佈延期。
2023年是濱崎步出道的25周年，在1月，她發行了第18張原創專輯《Remember you》。此張專輯收錄了她自2019年後發行的所有單曲作品，並包含了數首專輯原創新歌曲。作爲新專輯宣傳計劃的一部分，她亦首次進行了youtube直播。自同時期起，她亦開始積極出演各種電視臺綜藝節目。
2024年9月，濱崎步開始了新一輪的歌迷會專屬巡迴演唱會《TA LIMITED ～Thank U tour～ 2024》。同時，在疫情期間被迫押後的亞洲巡迴演唱會《ayumi hamasaki ASIA TOUR 2024 A ～I am ayu～》也終於落實，自11月起于中國上海、成都、廣州、寧波舉行，其中上海場第二天更是打破梅賽德斯-奔馳文化中心非華語藝人演唱會入場觀衆記錄。
2025年4月，濱崎步宣佈了本年度的亞洲巡迴演唱會《ayumi hamasaki ASIA TOUR 2025 A I am ayu -ep.Ⅱ-》場次，除了日本國內，海外巡演依次於香港、新加坡及臺北等地舉辦。

## 艺术风格
在1990年代末期至2000年代初期，濱崎步的作品曾對當時的日本流行音樂具有重大的影響，其中一個主因在於她成功以自己創作的曲詞，以及以具有「革新性」的音樂和表演，影響了日本樂壇的音樂趨勢。也有評論認為成功的營銷戰略也為她創造了條件。

### 歌唱與編曲風格
濱崎步的歌唱音域据統計介乎於F#3至D#5之間，絕大部分作品都以真音、顫音、泛音演唱。雖然與同期的日本流行歌手，如宇多田光，MISIA等善於使用假音及廣闊音域的歌手相比並不突出，但她纖細的聲線還是獲得了非常高的辨識度。近年因聽覺受損等因素影響，她演唱的音域有減少的趨勢，並偶爾出現音準不穩的情況；而在早期現場演唱時經常出現尾音回勾的特點，亦逐漸轉變為近年以顫音為主。
濱崎步出道至今創作了逾百首單曲作品，其中部分作品更由她以「CREA」的名義親自編曲。這些作品包含了非常多元化的風格，早期的作品以抒情及软式摇滚風格為主，也包含舞曲和R&B等流行的音乐类型，而從中後期開始的作品則加入了大量其他音樂風格和表達方式，包括重金屬、前衛搖滾、也有古典樂等。她同時也運用不同的聲樂器材創作樂曲，如鋼琴、樂隊、福音唱詩班、吉他、音箱、傳統日本弦樂，或者甚至用叫喊、拍手和抓划的聲音相互混合。這些原素混合起來，產生了她音樂作品獨有的特色。
另一方面，由於她並不是一位專業作曲家，從早期事業起她便委托其他作曲家重新混製她的歌曲。她曾解釋說：「我不是專家；甚至連基本關於作曲的知識也沒有」，而這也是其中一項影響她音樂風格的因素。在她不同的混音作品中，包含各種多元多樣的電子舞曲，如浩室音樂、迷幻音樂、歐陸舞曲、以及混合了原音樂的原素，如中國古典音樂和西方弦樂等。她的混音團隊中起用過來自日本與外國不同地區的著名音樂家與唱片騎師，常用的日本著名編曲者包括HΛL、長尾大、中野雄太、多胡邦夫、菊池一仁等。而她亦與外國的衆多唱片騎師，如阿曼·凡布倫、费里·科斯腾、乔纳森·彼得斯、小瓦斯克斯、超越自我樂團等合作。除此之外，她也曾經與一些交響樂團合作演出，如法國拉慕魯交響樂團，中國響姬樂團等。

### 歌詞風格
除了一部分合作作品外，濱崎步所有樂曲的作詞任務都由自己單獨完成。中國中央電視臺的主持人白岩松認為，她的歌詞具有濃厚的個人風格，內容像一面鏡子清晰的將她對生活，工作、對自我的思考以及矛盾，毫無保留的呈現出來 。而對於她的早期作品，日本音樂評論網站《OKMusic》則認為，當時日本剛于1990年代中期經歷了阪神大地震與东京地铁沙林毒气事件，令長久而來安全與和平社會背後脆弱的一面一下子暴露出來；再加上臨近世紀末的不安感，使年輕人之間興起以辣妹文化為代表的次文化，而這種反傳統與叛逆的文化最終影響了濱崎步與安室奈美恵等流行歌手的作詞風格。如單曲《A》裏收錄的多首曲目，歌詞上都給予聽衆堅强的印象，有著硬搖滾的風格；而《And Then》，《immature》等作品中的描述則帶有鼓勵人們積極行動前進的意識；《appears》中的歌詞則帶來一種異于前兩者的冷靜和客觀感。美國《時代》雜志則表示，她作品中的歌詞常透過不同的詞彙描繪自己對現實的不滿和控訴；也擅以曲調帶出自身的煩惱，並真實地表達了自身的情感，得到大眾的共鳴。另外亦有社会语言学的研究分析指，濱崎步的歌詞和發言風格能被劃分為兩個時期：在初期作品中，她的用詞比較貼近青少年的常見風格，語法上經常帶有非代詞式的自我指稱（Non Pronominal Self-Reference）等特徵；而在後期作品中，隨著年齡增長與商業風格上的轉變，她的遣辭用句則過渡到比較沉穩及成熟的風格。
濱崎步本人亦曾認同自己的作品歌詞都具有這些特點，並表示在創作生涯的前期她一直在摸索創作的方向。她曾解釋說：「當我在心情低落時作詞，那歌曲內容會顯得昏暗。但這就是我當時最真實的感覺，我不能逃避。」所以直到專輯《RAINBOW》之前，大部分作品中，她沒有以日語以外的語言作詞。縱觀她的音樂創作生涯，她的歌詞内容亦十分多樣化：前期的作品以孤獨和混亂作主題為主，也包括一些以希望與和平的主題作品；後期則以愛和女性的抉擇為主題的作品居多。她的作詞靈感亦來自不同的來源：例如《M》的靈感來自她與愛貝克思社長松浦勝人的一段關係；《A Song is born》以911事件為創作靈感等。
例如在專輯《I am...》中，濱崎步便親手包辦了將近全碟的詞曲創作。此外，在同樣原因的影響下，她也藉此經常打理幾乎每個範疇的工作，不許公司過份干涉。但在後期，她已漸漸開始委派早先處理了的許多任務給其它的工作人員。

### 影響力
濱崎步的造型風格多變，在出道早期亦經常被外界認為參考瑪丹娜，而她本人也承認受其音樂風格影響。同時靈魂音樂歌手Babyface、En Vogue；搖滾音樂歌手齐柏林飞艇、深紫也對她的音樂風格產生影響。同時，濱崎步也認同一些美國歌手，如密雪儿·布兰奇，摇滚小子 ，Joan Osborne 和一些日本歌手，如松田聖子，宮澤理惠，KEIKO等。另一方面，在日本多位藝能界名人包括資深主持人塔摩利、演歌歌手冰川清志、導演蜷川実花等都曾經對她的歌曲風格與歌詞作出過高度評價。在日本與大中華地區有不少歌手曾經翻唱濱崎步的歌曲，如GACKT、林曉培、安又琪等。而濱崎步本人也多次在自己的唱片或歌唱節目中翻唱一些日本或外國歌手的作品，如松任谷由實的、《卒業寫真》、TRF的《teens》、TM NETWORK的《SEVEN DAYS WAR》、宇多田光的《Movin' on without you》、甚至迪士尼動畫《白雪公主》片中的名曲《Someday My Prince Will Come》等。
在日本國外，尤其於東亞地區，濱崎步的音樂作品也曾經有著一定規模的影響力。她是少數能於新加坡唱片能賣出超過一萬張的日本歌手之一；專輯《A BEST 2 -WHITE-》是台灣的2007年度最高銷量日本專輯。雖然她在2007年才首次在日本國外舉行巡回演唱會，但早於2002年， 濱崎步已經開始踏足亞洲市場：她於新加坡舉行的MTV Asia的頒獎禮上演出，也曾以日本代表的身份出席過有關慶祝中日建交30周年的亞洲歌手聯合演唱會及在韓國首爾舉辦的首届亚洲音乐节，與來自亞洲各國的歌手代表同臺演出。

### 影像作品
與其他同年代的歌手相比，濱崎步更著重以不同的媒體宣傳自己的音樂作品，也著重於以造型及音樂錄影帶吸引歌迷。出道以來，她幾乎為所有單曲都拍攝了音樂錄影帶，而這些音樂錄影帶的拍攝往往頗為豪華，也會作為賣點與單曲或專輯一同發售。而其中有五首（《fairyland》、《my name's WOMEN》、《JEWEL》、《GREEN》、《Virgin Road》）的拍攝成本都超過了100萬美元，位列世上最昂貴的音樂錄影帶之中。
如同她的歌曲作品一樣，在音樂錄音帶的拍攝中也時常都會加入她的意見，或與歌詞做結合反映她的想法。這些音樂錄音帶的主題種類廣泛，譬如說在《Momentum》和《Endless Sorrow》中主要以悲傷和脆弱的情感為主題；《Blue Bird》和《Fairyland》采用了「爽快的夏日」風格；《1 Love》、《Marionette》的作品則帶有非現實和恐懼風格；
而《Evolution》、《Angel's Song》和《Beautiful Fighters》等作品更是以幽默滑稽風格為主題 。又如《ourselves》以及《Don't look back》的音樂錄影帶，濱崎步都在當中撕毀了「過去的自己」的唱片封面，《A BEST》、《A BEST 2》以及她過往眾多的單曲都在音樂錄影帶中遭到破壞，傳遞的是她拒絕商品化、對於過去的不滿、對於過去的感嘆，以及不向過去的巔峰屈服的決心。
除上述的音樂錄音帶外，濱崎步亦曾經將一部分音樂作品以短篇電影的方式呈現，如在單曲《Free & Easy》中，她就詮釋了「二十一世紀的聖女貞德」：「自由無法輕易得到，需要付出相當的代價」，與她當時的反抗影響做了結合；為單曲《Voyage》拍攝的短篇電影《沉月》中，濱崎步便打扮成以為一個認為自己是由封建時代的日本轉世而生的精神病人；在香港為單曲《glitter》拍攝的《距愛 ～Distance Love～》中她即飾演自己，與香港演員余文樂飾演的無名保鏢展開一段親密的關係。

## 公眾印象

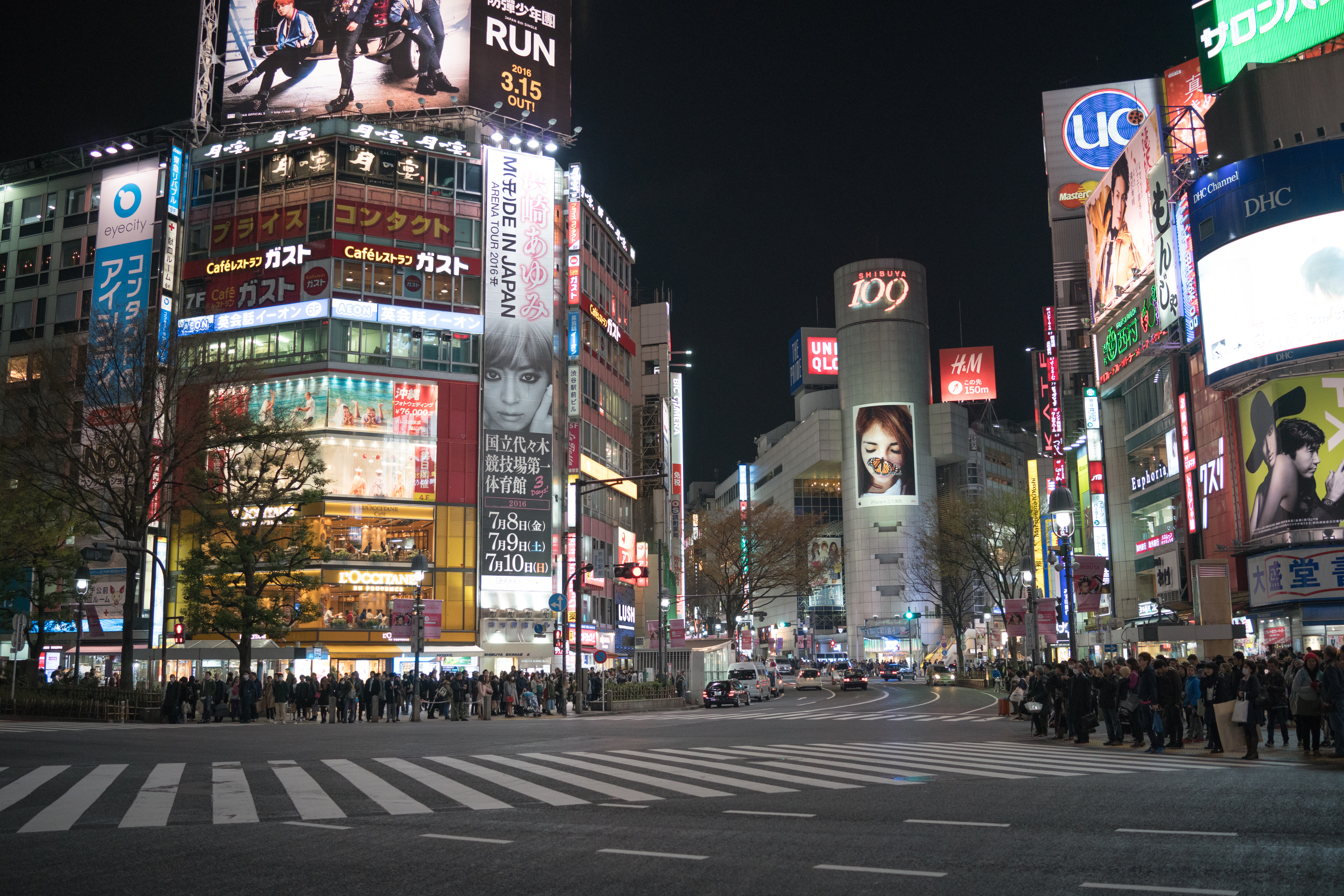
2016年的涩谷路口，可以看見濱崎步的演唱會海報懸挂在接近中間位置。她在1990年代末期至2000年代初期曾經對以澀谷為代表的日本潮流文化有著巨大的影響。

作為當代日本流行音樂(J-POP)的象徵之一，濱崎步在各地風行的日本流行文化中，具有相當的知名度与影响力。在亞洲地區，濱崎步曾被各地媒體冠以許多稱謂，包括「日本流行教主」、「日本天后」、「百變天后」、「亞洲天后」、「步姐」，其中以「日本天后」與「步姐」最常見。另一方面，近年由於聲帶與聽覺出現問題，導致她的歌唱水準變得不穩定，而她的公衆形象與作品風格亦多次受海内外媒體批評。

### 流行文化及商業形象
在1990年代末期至2000年代初期，濱崎步被視為是日本年輕世代，尤其是年齡介乎10至17歲的女子高中生與辣妹的時尚代表，在瞬息萬變的日本流行文化中扮演著中流砥柱的角色。她的穿著打扮在當時成爲了社会現象，影響了整整一代日本年輕女性的時尚風格，一些美容裝扮如指甲彩绘、美白妝、金色短髮、豹紋風格的服飾、狐尾巴挂件飾品等都或多或少在她的影響帶動下，在日本開始成為時尚並流行至今；而這些風格同時亦從日本風麾至其他亞洲地區，如臺灣、港澳、中國大陸、新加坡等地；以至日本前首相麻生太郎亦曾以她為例説明日本時尚文化在亞洲的影響力。除此之外，也有學術評論認為，濱崎步對日本流行樂界推銷和經營女歌手的方式及對所謂偶像歌手的定義最為深遠。在日本著名的流行雜誌，如《ViVi》、《Cawaii!》和《Popteen》等的封面她總是頻繁地定期出現，使她成為了流行衣著的指標。她也曾登上國際流行時裝雜誌如《时尚芭莎》與《ELLE》，分別為著名品牌寶格麗和D&G出任模特，同時也為另一著名品牌克里斯汀·迪奧（Dior）的珠寶飾品代言。她也多次在日本的美容及衣著選舉中得奬，在Oricon於2006年的調查中，她被選為最有流行品味的女歌手。在衣著飾品方面，她亦經常採用著名品牌，如路易·威登、古馳、巴黎世家等的商品而著名。
同時，在各項商業因素考慮下，濱崎步所衍生的各種商品影響著日本社會上的經濟現象。有經營學學者認為，她的市場推廣策略具有迎合消費者需求的特徵，所以在愛貝克思的推銷及經營下，有不少采用同樣策略的日本企業都樂意以她作為旗下產品代言人。由松下電器等電子產品公司，到SUNTORY等食品商，各類不同行業的大小企業頻繁地啓用她為旗下產品代言；而本田、高絲化妝品、BOSS咖啡、Mister Donut等公司亦經常採用她拍攝旗下產品的廣告。除此之外，她也曾經在2001年推出過自己的時尚品牌 「MTRLG (Material Girl)」，同時她也設計了一個代表自己的卡通角色「Ayupan」，並與多個品牌展開合作，如2003年她曾經與Sanrio推出「Ayumi Hamasaki x Hello Kitty」系列產品，也會在演唱會上販賣「Ayupan」系列的手办模型 。雖然起初她對大量商業化營銷並不表示反對，但後來她卻開始表示抗拒。曾有統計顯示在濱崎步的事業高峰期，日本人於一年內用於購買有關濱崎步的各種商品金額高達333億日圓。

### 慈善及公益活動
自出道至今，濱崎步在日本國内與海外身體力行，多次參與各種慈善活動與社會工作。於2011年東日本大地震后，她以個人名義捐出了3500萬日圓作為賑災款項，另外她與時尚周刊ViVi合作發售的慈善T-shirt所得的1億2千萬日圓亦全數交由日本紅十字會幫助災區。2016年熊本地震發生時，濱崎步正于九州地區的福岡舉行巡迴演唱會，她在得知熊本地震的災情后，在沒有通知任何媒體的情況下與工作人員參加了災區的支援活動，在當地的學校分派了糧食與救援物資。2019冠状病毒病疫情期間，她宣佈跟隨樂壇前輩YOSHIKI捐出1000萬日元與日本國立國際醫療研究中心作治療和研發疫苗用途，並因此于2021年被日本政府授予绀绶褒章。2024年能登半岛地震后，她再次與YOSHIKI各捐出1000萬日元賑災。
在社會公益活動方面，濱崎步曾經在2013年參加了一個由雅诗兰黛在香港太古廣場舉辦的對抗乳癌慈善展覽，同時參與該展覽的還有林憶蓮與陳潔儀等香港著名演員。在2015年，受到擔任日本法務省特別矯正官的藝人杉良太郎委托，她與組合EXILE的成員ATSUSHI同時出任了法務省的「矯正支援官」一職，負責定期訪問刑務所與少年懲教所進行演講與表演，但由於她工作忙碌未能調整行程，在2年間的任期内她都未能成行。

### LGBT
在LGBT議題上，濱崎步作為日本其中一名同志偶像，在早年的作品如《Green》、《how beautiful you are》中已經有對於同性恋愛的描述。而她本人亦曾經表示，在出道初期經常流連于東京著名的同志村新宿二丁目，而因為自己的朋友和工作團隊中也有性少数者存在，她亦多次對此群體表示支持。近年她也積極為LGBT等少數群體發聲，在2018年她首次出席了在東京舉行的「東京RAINBOW PRIDE 2018」同志嘉年華，並在現場表演后表示：「日本直到今天依然是個保守的國家，所以很多人在聽到『少數團體』的時候，還是會有覺得我們是弱勢團體的刻板印象。但是，我覺得那也不代表說「多數派就是人生贏家」這種説法是必然正確的。將來如果大家在生活上遇到困難，也請你們不要放棄，希望你們能夠想起今天（游行）的事，也希望你們可以以作為這個團體一份子為傲，繼續前進。而我作為你們的一員，肯定也會與你們并肩，與你們一起同行。

### 爭議及批評
在濱崎步的歌唱事業早期，有三起較為社會及媒體注目的爭議事件，分別為2002年的「疑似歧視殘障少女失言事件」，2004年的「愛貝克思管理層内訌事件」及2007年的「疑似假唱事件」。
於2002年，在日本一些互聯網社群上，廣泛流傳著一段「濱崎步責罵殘障少女」的流言，並附帶著一段疑似紀錄事件經過的影像片段迅速散佈。在媒體廣泛報道後，在官方網站和歌迷網站上出現了大量網絡論戰。其後就此事件，愛貝克思當時的會長兼社長依田巽發表了聲明，但是卻因為濱崎步本人並沒有親自道歉，被認為沒有誠意，在如2ch網站等引起更大規模的網絡論戰。後來事態突然發生變化，該片段被發現實際上為某名大學生以錄音加工於濱崎步2001年除夕倒數演唱會的偽造片段，在證實事件後該名學生被警方逮捕。在事件過後，濱崎步在雜誌《Free & Easy》的協作雜誌《濱崎共和國》中表示「比起自己被謠言攻擊的事，如果歌迷受這個謠言影響做了過激的行為，那並不恰當」的感想言論。受事件影響，濱崎步更改了原定在該年於日本四大巨蛋體育館的演唱會行程，而於2003年1月才發售的除夕倒數演唱會DVD中，該段問題部份亦被刪剪。
2004年，在濱崎步所屬的唱片公司愛貝克思内部，發生了因高層調動引起的「管理層内訌事件」。事緣當時的愛貝克思集團社長兼會長依田巽於當年7月30日召開了一次董事會議，並在會上以“利益冲突”為理由動議解除子公司愛貝克思管理代表千葉龍平的職務。在會上，除了時任执行董事的愛貝克思創立者松浦勝人以外，所有董事都投下了贊成票。而松浦為了支持千葉，反過來提出動議要解除依田巽的社長職務。結果議案只獲得了千葉和松浦二人支持而遭到否決。其後，依田向松浦表示，希望他能接替千葉出任子公司代表董事一職，但卻遭到松浦拒絕，松浦更于8月1日與千葉一起提出請辭。此舉導致大量視松浦為恩師的歌手與樂團，如濱崎步，大無限樂團，hitomi，SPEED及小事樂團等，以及支持松浦的員工紛紛要求辭職。翌日，愛貝克思公司股價立即大跌。8月3日，愛貝克思公司在濱崎步等歌手的要求下，收回辭退松浦勝人的決定，同時也使濱崎步離開公司的憂慮暫告一段落。其後愛貝克思開始投放更多資源于宣傳同公司的其他藝人，如大塚愛、倖田來未、EXILE等，而他們在2000年代中期的人氣也使愛貝克思過度依賴濱崎步的情況消失。
2007年，濱崎步首次在臺北，香港與上海三地舉辦海外巡回演唱會，而在香港場次結束后，當時曾于現場觀賞的香港歌手陳奕迅表示懷疑濱崎步在演唱會中「假唱」。由於日本聽衆對假唱多抱持負面印象，此事當時曾于的香港與日本媒體之間引起爭議，雖然陳奕迅的經理人曾經對此言論進行澄清，但仍然有濱崎步歌迷表示要罷買陳奕迅的作品。其後陳奕迅表示已向台灣愛貝克思董事長讓他代為向濱崎步表示歉意，並再度表示該言論為無心之失，希望大衆諒解。

2009年底，濱崎步為了新單曲的宣傳在日本電視臺的音樂節目《Best Artist》演唱《evolution》一曲時，數度忘詞或將歌詞倒置，甚至高音唱不上去的窘況。稍後濱崎步在她的官方後援會上的個人日記自責今日的表演，並表示這是她在歌手生涯中所演唱最差的一場。眾多歌迷推測是因為耳朵及聽力方面的問題，以及密集的現場演唱會，使她的嗓子不堪負荷。面對著現場演唱的失誤，濱崎步還是如以往一般在年底公佈了跨年演唱會行程。同時，她也積極的表示：
|  | 我必須要唱歌，必須要用歌声来传达我的感情，因為这是我存在的意义，以后我會繼續努力创造一个帶給大家歡樂的舞台。 |

近年，隨著年齡增長她的穿著風格和打扮也多次為媒體詬病。對此濱崎步曾多次表示她只是按照自己的喜好打扮，對外界批評不太在意。

## 個人生活

### 感情生活
從出道至今，濱崎步曾經歷多段戀情與婚姻。17岁時，初出道的濱崎步在六本木的夜店邂逅當時身為唱片公司爱贝克思的音乐制作人松浦胜人，其後兩人從一開始的制作人與歌手關係發展成地下情侶。這段關係從濱崎步出道前一直持續到1999年，直到濱崎步發現松浦勝人於下榻的酒店內與一班美女狂歡，大受打擊而秘密分手。其後，濱崎步與在出道前認識的樂隊TOKIO成員長瀨智也發展關係，直到2001年8月22日，她和長瀨智也才同時在廣告記者會上發來了親筆簽名的傳真，公開自己熱戀的消息。在這期間他們即將結婚的訊息在媒體間甚囂塵上，但是於2007年7月13日，濱崎步在網誌上公佈了與長瀨智也分手的公告，正式宣布結束了七年的戀情。
2010年，濱崎步在年底的紅白歌唱大賽身著婚紗演唱歌曲《Virgin Road》，接著趕赴跨年演唱會的現場進行表演。演唱會結束後，她在官方歌迷會網站以及推特上宣布了她結婚的消息，對象即是演出《Virgin Road》音樂錄影帶並在當中與濱崎步扮演夫妻的演員曼紐爾・施瓦茨（Manuel Schwarz），两人趕于元旦飞往美国拉斯维加斯注册结婚。但在一年后，她卻在2012年1月發表已經離婚的消息，結束了首段婚姻生活。主要原因是二人初期協議婚後會在美國生活，但日本大地震後，濱崎步萌生不願離去日本的意念，最終決定分道揚鑣。其後在同年年底，濱崎步公開了她和她團隊中的舞者内山麿我的戀情，但是由於内山麿我正在離婚訴訟的爭議中，這段戀情在不久之後就無疾而終。2013年12月13日，滨崎步在官方歌迷會網站内宣布与一名25岁美国男子结婚，开始了她的第二段婚姻，並在2014年4月正式登记结婚。后得知该男子姓名为泰森・鮑德金（Tyson Bodkin），為加利福尼亚大学洛杉磯分校医学部的在读研究生。 2016年9月11日，她宣布跟结婚三年的泰森·鲍德金“各走各路”，宣布离婚。
2020年元旦，濱崎步宣佈于2019年年底產下一子，但她沒有公開孩子生父的身分，亦表示沒有結婚的打算。其後在2021年5月，濱崎步再度透過官方歌迷會網站向歌迷報喜，並透露已於日前順產生下第2胎。

### 健康狀況
在濱崎步的音樂生涯中，她曾經多次公開過自己不同程度的健康與傷患問題。早于2000年的巡迴演唱會中，濱崎步便患上了内耳性突發失聰，進而影響身體平衡，其後她本人也證實了患上左耳聽覺衰弱的後遺症。翌年，濱崎步再次在巨蛋巡迴演唱會《ayumi hamasaki DOME TOUR 2001 A》途中發生意外，在福岡場開始前3小時，她在彩排當中不慎跌落舞台，但她並未取消該場演唱會，仍然負傷演出。2008年1月，濱崎步突然在自己的官方歌迷會網站宣佈自己被診斷證實左耳完全喪失聽力（可能由美尼尔氏综合症或耳鳴所致）。在宣佈中她提到雖然獲悉沒有治癒的方法，但她仍樂觀地表示，「會用剩下的右耳一直唱下去，直到它到達極限為止」。同年12月27日，她意外從高處摔傷，並緊急進入醫院進行手術，此意外迫使她辭退當年日本朝日電視台的歲末節目《Music Station 新春特別版》。其後于2017年5月，滨崎步在自己的Instagram上表示長年的膝傷再度惡化，膝蓋骨出現問題，在年初曾經接受手術治療。2021年11月，濱崎步于名古屋举行的巡回公演结束后身体不适，被紧急送往医院救治，其後被诊断为过敏性休克。虽然滨崎步曾出现过短时间失去意识的情况，但很快恢复了意识。

## 榮譽
根據日本Oricon公信榜統計，濱崎步是日本有紀錄以來唱片銷量最高的個人歌手 ，同時她也並擁有最多冠軍單曲（38張）和連續冠軍單曲（25張）的榮譽，也保持著連續13年皆有專輯登上公信榜第一位的紀錄。這些作品也使她在日本與亞洲各地的頒獎典禮裡取得佳績，其中她於2001年、2002年、2003年分別以《Dearest》、《Voyage》、《No way to say》三張單曲於日本唱片大賞連續三年蟬聯最高榮譽大獎，是日本史上唯一一位連續三年獲獎的女歌手。此外，她亦曾經獲得多個海外的音樂獎項，包括在2001年獲得由國際唱片業協會頒發的「亚洲最佳销售艺人獎」，以及在2002年獲得MTV亚洲大奖頒發的「亚洲最具影响力艺人獎」等。同時她也在亞洲多個國家與地區，如韓國，台灣，香港等地屢獲殊榮。
在音樂事業以外，濱崎步的衣著所造成時尚流行風潮也獲得了不少流行獎項的肯定，她曾獲得2001年的芭比娃娃獎，也多次被媒體形容短髮造型酷似芭比娃娃。在同年，她也獲得了日本最佳眼鏡裝扮獎，而其時常被各大雜誌、專輯封面、寫真集刊載的指甲造型亦使她被評為指甲藝術皇后。除此之外，在2010年她亦曾經在一個由日本八大門戶網站聯合舉辦的調查中，被評選為「最具影響力的100位日本人」之一。

## 演出
濱崎步自未成名前的演員時代起，便已參與了多部電視劇的演出。而以歌手身分成名後，更是大量的參與廣告、音樂節目的演出。她時常於發片期出演「MUSIC STATION」、「HEY!HEY!HEY!MUSIC CHAMP」等節目現場演唱，也曾經連續15年（第50回-第64回）參加NHK紅白歌合戰；而專輯或是單曲的曲目也多有伴隨廣告作為宣傳，或是其自身參加代言活動。

## 唱片
濱崎步自出道後，作品的發行數量即十分密集，鼎盛時期的她曾以一個月不到的間隔期發行單曲，且皆能維持在頂尖銷量。在1999年至2009年期間，她的作品總銷量額在日本都保持于前10名以内，而從1999年至2011年的13年間，濱崎步每年至少都有一張專輯登上公信榜首位。自1998年出道以來，她共發行了17張原創專輯，53張實體單曲，同時亦發行了為數不少的混音、精選與迷你專輯，其中《SUPER EUROBEAT presents ayu-ro mix》和《Ayu-mi-x II Version Non-Stop Mega Mix》更是史上最暢銷的混音專輯之一。
下列為她至今發行的專輯與精選專輯一覽，專輯部分的累積銷量接近3000萬張；而單曲部分的銷量至今亦超越2100萬張，累計總銷量已超過5000萬張。

| 原創專輯 - 1999：A Song for ×× 《給××之歌》 - 1999：LOVEppears 《愛現》 - 2000：Duty 《以聲作責》 - 2002：I am... 《唯我是問...》 - 2002：RAINBOW 《濱紛彩虹》 - 2004：MY STORY 《私物語》 - 2006：(miss)understood 《(步)解》 - 2006：Secret 《步姬密》 - 2008：GUILTY 《原罪》 - 2009：NEXT LEVEL 《新起步》 - 2010：Rock'n'Roll Circus 《搖滾馬戲團》 - 2010：Love songs 《戀曲集》 - 2012：Party Queen 《派對女王》 - 2013：LOVE again 《致愛再獻》 - 2014：Colours 《濱紛》 - 2015：A ONE - 2016：M(A)DE IN JAPAN - 2023：Remember you | 精選專輯 - 2001：A BEST 《A 精選》 - 2003：A BALLADS 《A 抒情精選》 - 2007：A BEST 2 BLACK/WHITE 《A 精選2 -黑-/-白-》 - 2008：A COMPLETE ～ALL SINGLES～ 《A 單曲紀10極精選》 - 2012：A SUMMER BEST 《A 濱紛夏日精選》 - 2021：A BALLADS 2 《A 抒情精選2》 迷你專輯 - 2003：Memorial address 《憶在步言中》 - 2011：FIVE 《5步曲》 - 2012：LOVE 《致愛》 - 2012：again 《再獻》 - 2015：sixxxxxx - 2018：TROUBLE |

## 演唱會

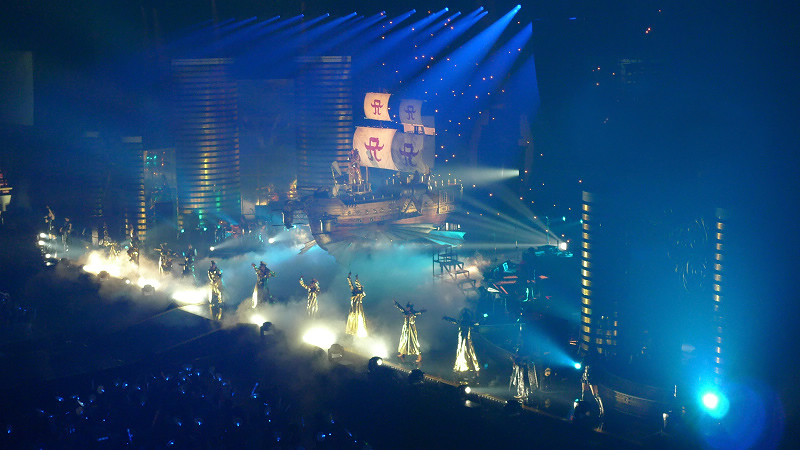
濱崎步曾經在她的十周年演唱會耗資百萬打造巨型道具船。

演唱會是濱崎步歌唱事業不可或缺的一部份。自2000年起，她每年固定會舉行大量場次的巡迴演唱會，再於年末除夕前舉辦兩至三場的跨年演唱會。演唱會大部分的編排、選曲、舞台設計概念都是由濱崎步自己主導。而自2005年后，她大部分的巡迴演唱會都會伴隨最近發行的新專輯設計主題，並演唱專輯中的新曲。濱崎步同時也是首位在演唱會的門票銷售系統中導入动态定价制度的日本藝人。
濱崎步的演唱會表演常常耗費龐大支出於大量道具、奢華服飾、精心的舞蹈場面等設計上；也經常具有特大屏幕、煙火效果、人工造雨、大型噴泉、升降舞台、違禁設備等特點。她曾經表示這些表演效果是由于她出道前在美國拉斯維加斯觀看表演時，被當地夢幻般的表演内容所啓發，所以希望自己的演唱會也能夠為觀衆帶來同樣的感受。同時，為了增加表演效果，無論在演唱時或是過場時間，她都起用了大量舞者伴舞，而其中更有部分舞者後來成為了獨當一面的流行歌手，如組合AAA的前隊長浦田直也、三代目J Soul Brothers的隊長NAOTO等。
濱崎步亦曾這樣來形容自己的演唱會：「在上半場，我認為像是一個主場。這樣的表演，一般半途不會有主角和觀眾打招呼，所以我的主場，沒有和觀眾交流或者是講話的安排，就是專注做唱歌。然後在後半部，再換一個形式，和觀眾貼近，和他們直接交流。」多年以來，她的大部分演唱會都依照這個模式：一開始的本篇當中，濱崎步身著各式服裝進行表演，有時除了演唱歌曲以外，亦有短劇形式的表演。而本篇結束之後的安可部分，濱崎步習慣只著輕便的T-shirt以及牛仔褲與台下互動，在歌曲與歌曲之間還會穿插舞蹈表演與娛樂性的節目。